# (24661) 1988 GQ
(24661) 1988 GQ est un astéroïde de la ceinture principale d'astéroïdes de 6,442 km de diamètre découvert en 1988.

## Description
(24661) 1988 GQ a été découvert le 12 avril 1988 à l'observatoire Kleť, en République tchèque, en Bohême-du-Sud, par Antonín Mrkos.

### Caractéristiques orbitales
L'orbite de cet astéroïde est caractérisée par un demi-grand axe de 2,60 UA, un périhélie de 1,97 UA, une excentricité de 0,24 et une inclinaison de 11,71° par rapport à l'écliptique. Du fait de ces caractéristiques, à savoir un demi-grand axe compris entre 2 et 3,2 UA et un périhélie supérieur à 1,666 UA, il est classé, selon la JPL Small-Body Database, comme objet de la ceinture principale d'astéroïdes.

### Caractéristiques physiques
(24661) 1988 GQ a une magnitude absolue (H) de 13,9 et un albédo estimé à 0,129, ce qui permet de calculer un diamètre de 6,442 km. Ces résultats ont été obtenus grâce aux observations du Wide-Field Infrared Survey Explorer (WISE), un télescope spatial américain mis en orbite en 2009 et observant l'ensemble du ciel dans l'infrarouge, et publiés en 2011 dans un article présentant les premiers résultats concernant les astéroïdes de la ceinture principale.